# モレット・ダ・ブレシア

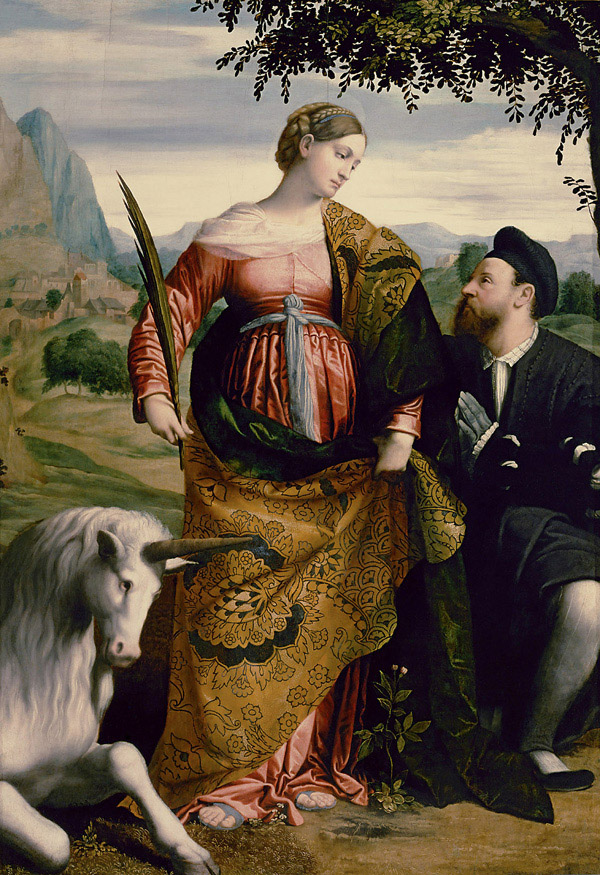
『パドヴァの聖ユスティナと寄進者』、ウィーン美術史美術館

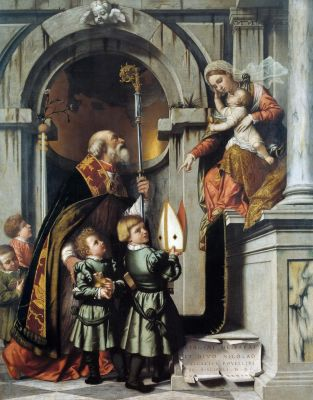
『2人の子供と処女のいるバーリの聖ニコラウス』

アレッサンドロ・ボンヴィチーノ、またはブオンヴィチーノ（伊:Alessandro Bonvicino、またはBuonvicino）は、イタリアの盛期ルネサンス期の画家である。1498年ごろに生まれ、おそらく1554年12月22日に没した。一般的にモレットとしてより知られているが、イタリア語ではイル・モレット・ダ・ブレシア（ブレシアのムーア人）と呼ばれる。ブレシアの出身で、ほとんどブレシアで制作した。画家の年代が記された作品は1524年から1554年までの期間に及ぶが、すでに1516年にモレットは師匠として認められていた。主にブレシアとその周辺の教会で、落ち着いた祭壇画を制作する画家であったが、ベルガモ、ミラノ、ヴェローナ、アソラでも制作した。多くの作品が本来、置かれた教会に残っている。ほとんどがカンヴァス上の作品であるが、大きな作品の多くは板絵である。素描については、ほんのわずかしか現存していない。
モレットはまたわずかの肖像画を描いたが、これらはより影響力が大きかった。 1526年のロンドン・ナショナル・ギャラリーにある『男性の肖像』は、イタリアで最も初期の独立した全身肖像画のようである。モデルは明らかに裕福な貴族であるが、支配階級の子息のような特徴を示していないため一層意外である。この形式ならびに男性が寄りかかる柱によって大半が遮断されている外観の背景は、16世紀半ばの最も重要な肖像画家の1人である、モレットの主な助手ジョヴァンニ・バッティスタ・モローニによって採用された。
モレットは小さなブレシアの町の著名で敬虔な市民であり、少なくとも2つの最も著名な同胞団に所属していた。

## 生涯
モレットはブレシアの領内にあるロヴァートで生まれ、最初にフィオラヴァンテ・フェッラモーラに師事した。ヴィンチェンツォ・フォッパの下で修業をしたという人もいる。兄弟のピエトロとヤコポも画家であった。モレットはヴェネツィアでティツィアーノに弟子入りした可能性があり、ヴェネツィアの様式に倣って初期の肖像画を描いたのかもしれない。一方、モレットの様式はジョルジョーネや後期のジョヴァンニ・ベッリーニの様式にも類似している。モレットはローマに旅行したことはなかったが、ラファエロに大きな憧憬を抱いていた。一方、モレットの古典的な静けさは、レオナルドとロンバルディアのブラマンティーノなどレオナルドの追随者によって示されたものに類似している。モレットは同時代のジローラモ・サヴォルドと意見を交換したのかもしれない。モレットは、ブレシア近くの宮殿の1つでマルティネンゴ伯爵の暇な娘たちを描いた、良いフレスコ画を描いたものの、アクションのある物語よりも落ち着いた祭壇画、フレスコ画よりも油彩画の方に優れていた。1521年、モレットはブレシアの旧大聖堂のサクラメント礼拝堂でジロラモ・ロマニーノと協力して、『最後の晩餐』、『砂漠のエリヤ』、『マナの収集』を完成させた。1522年から1524年にはパドヴァで活動した。

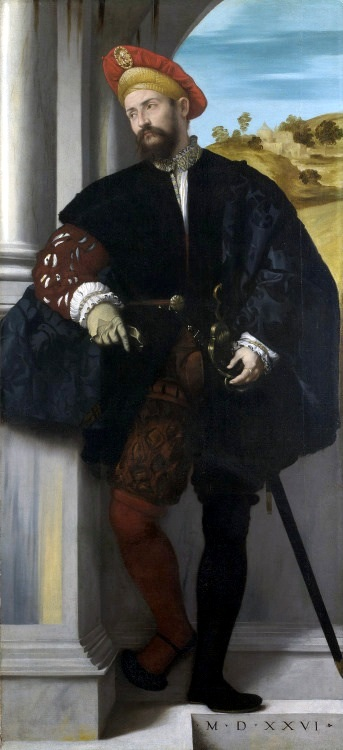
『男性の肖像』、ロンドン・ナショナル・ギャラリー、1526年、最も初期のイタリアの全身肖像画

モレットは、ベルガモのサンタ・マリア・マッジョーレ教会でロレンツォ・ロットと一緒に絵画を制作した。ブレシアでは、『5人の処女殉教者』と、サン・クレメンテ教会のための傑作である『聖母被昇天』を完成させた。 サンティ・ナザーロ・エ・チェルソ教会のためには『4人の聖人のいる聖母戴冠』(1525年ごろ) を、サンタ・マリア・デッレ・グラツィエ教会のためには『聖ヨセフ』を完成させた。 2人の小さな子供が描かれた別の作品が本来は、サンタ・マリア・デイ・ミラーコリ教会のために描かれたが、この作品は現在、トジオ・マルティネンゴ絵画館にある『聖母に2人の子供を紹介するバーリの聖ニコラウス』(1539年) のカンヴァス画である。モレットはブレシア大聖堂の円蓋の装飾でフロリアーノ・フェッラモーラと協力した。
ウイーンの美術史美術館には、『パドヴァの聖ユスティナと寄進者』（かつてはイル・ポルデノーネに帰属されていた）が所蔵されている。フランクフルトのシュテーデル美術館には、『聖アントニウスと聖セバスティアヌスの間の玉座の聖母』がある。ベルリン絵画館には、巨大な『羊飼いの礼拝』と大きな奉納画の『聖母子』(画家の最高傑作の1つ) がある。後者には、雲の上に幼い天使と他の人物が描かれ、下の豊かな風景には2人の祭司が描かれている。ロンドンのナショナル・ギャラリーには、『聖ベルナルディーノと他の聖人たち』がある。画業を通して、モレットの作品は、ヴェネツィア派と中部イタリア派の伝統の間を揺れ動いていることを示している。ティツィアーノやパルマ・イル・ヴェッキオなどのヴェネツィアの芸術家の形体と色彩とともに、古典的で、濃密な甘美さを有していたことにより、モレット「ブレシアのラファエロ」という名称を与えられた。工房に関してははっきりとしていないが、モレットは多くの弟子を引き受けた。その中で最も重要だったのは、肖像画家のジョヴァンニ・バッティスタ・モローニであった。モレットはまた、カッリスト・ピアッツァにも影響を与えた。

## 作品を所蔵する美術館
モレットの作品は、以下の美術館に所蔵されている。ナショナル・ギャラリー (ロンドン)、メトロポリタン美術館 (ニューヨーク)、エルミタージュ美術館 (サンクトペテルブルク)、美術史美術館 (ウィーン)、シュテーデル美術館 (フランクフルト)、アカデミア美術館 (ヴェネツィア)、トジオ・マルティネンゴ絵画館 (ブレシア)（『告知』を所蔵）、アンブロジアーナ絵画館 (ミラノ)、ナショナル・ギャラリー (ワシントン)、ルーヴル美術館 (パリ)、アシュモリアン博物館　(オックスフォード)、ブダペスト国立美術館などである。

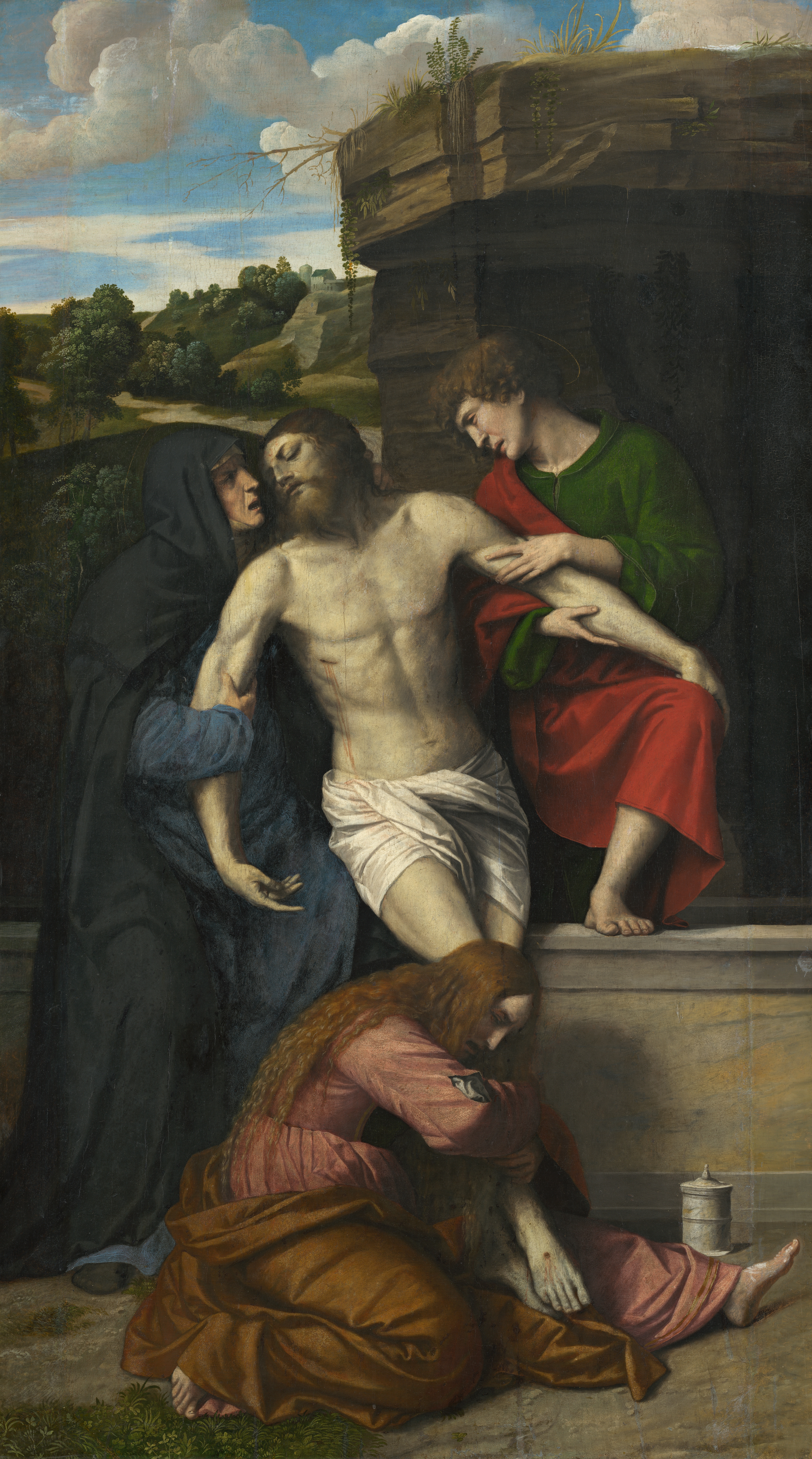
『キリストの哀悼』 (1536-1540年) ナショナル・ギャラリー (ワシントン)
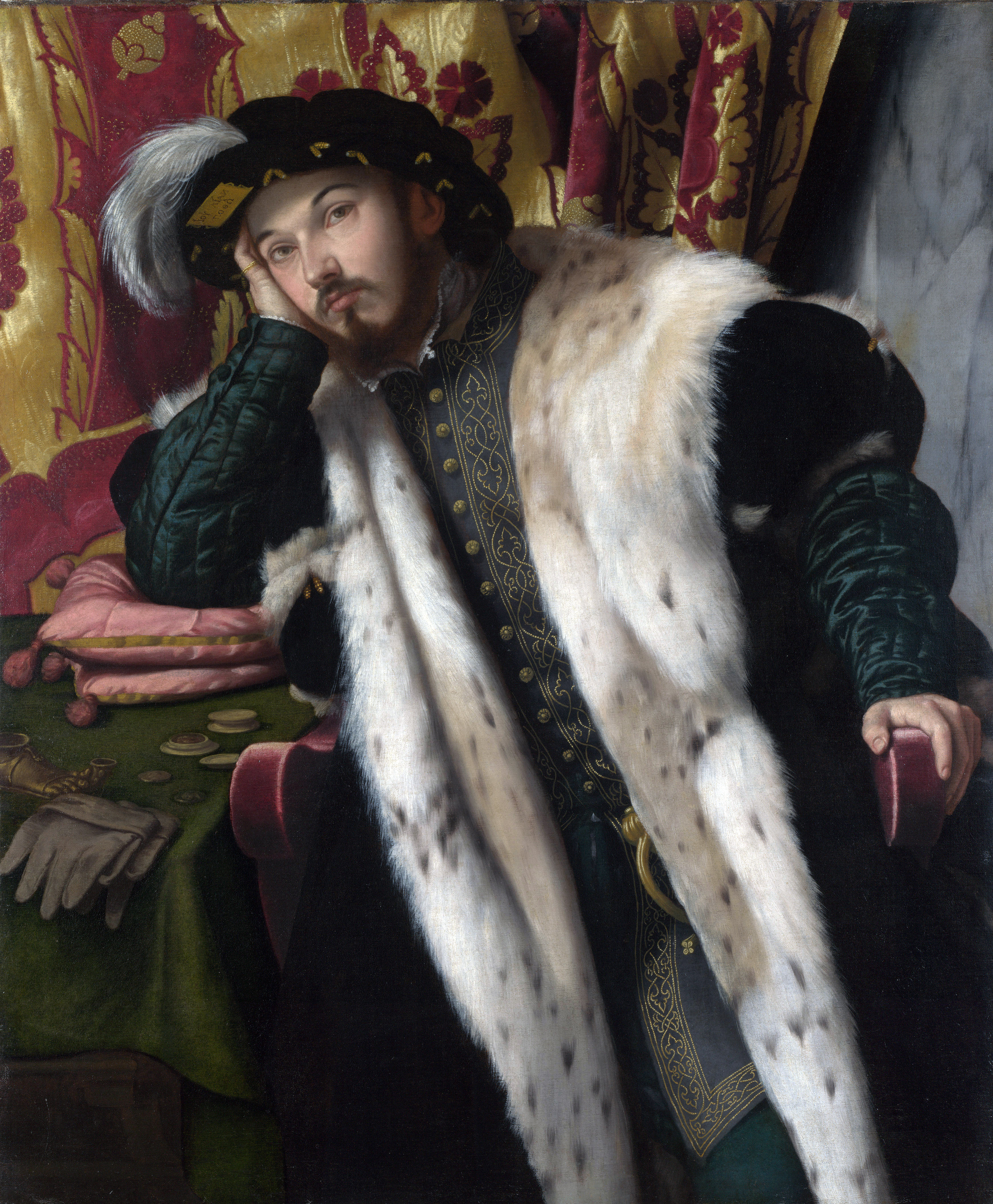
『フォルトゥナート・マルティネンゴ・チェザレスコの肖像』、1542年、ナショナル・ギャラリー (ロンドン)
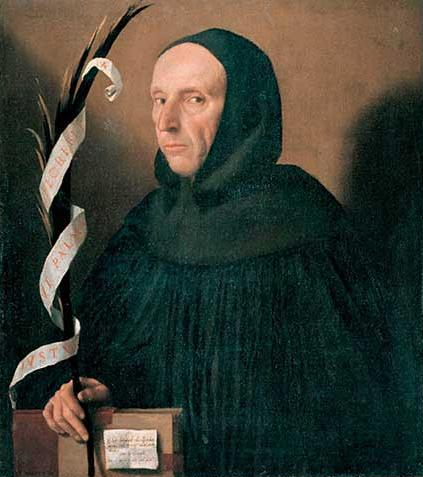
『ジロラモ・サヴォナローラの肖像』、1524年の死後の肖像画

## 追加参考文献
- Federico Nicoli Cristiani (1807). Della Vita delle pitture di Lattanzio Gambara; Memorie Storiche aggiuntevi brevi notizie intorno a' più celebri ed eccelenti pittori Bresciani. Spinelli e Valgiti, Brescia. pp. 139–141
- 写実の画家：ロンバルディアのレオナルドとカラヴァッジョの遺産、メトロポリタン美術館の展覧会カタログ（PDFとして完全にオンラインで入手可能）、ブレシアに関する資料が含まれている（索引を参照）